# Carl Stefan Bennet
Carl Stefan Bennet, född 26 maj 1800 i Lyngby, Malmöhus län, död 27 mars 1878 i Stockholm, var en svensk friherre, militär, tecknare, landskaps- och historiemålare. Han blev ledamot av Kungliga Akademien för de fria konsterna 1840 och utnämndes till kunglig hovmålare 1844.

## Biografi
Carl Stefan Bennet var son till hovmarskalken friherre Carl Fredrik Bennet och friherrinnan Fredrika Magdalena Thott. Han inledde en militär karriär och blev kadett 1817, och började 1818 efter avslutade studier vid Kungliga Krigsakademien som fänrik vid Svea lifgarde. Han blev löjtnant 1825.
Bennet fick sin konstnärliga utbildning under en resa till Italien 1829–1832 där han vistades i Rom och Neapel. Hans närmaste umgänge i Rom var med skulptörerna Bengt Erland Fogelberg och Bertel Thorvaldsen samt den franske målaren Horace Vernet. Efter återkomsten till Sverige delade han sin tid mellan militärtjänsten och konstnärskapet. Under de årliga återkommande några veckor långa militärtjänstgöringen på 1830-talet tecknade han en serie lägerlivsscener som han utgav som litografier i det lilla albumet Croquier samlade under lägret 1836 af en amateur.
År 1838 tog han avsked från det militära, efter att ha avancerat till kapten, och genomförde förberedande studier inom konstens område i Sverige. Han målade därefter mestadels italienska landskapsmotiv, stockholmsvyer och utsikter över större herrgårdar, men även porträtt, djurbilder samt tecknade arkitektmotiv. På historiemålningens område, utförde han senare bland annat Revy på Ladugårdsgärdet samt Avtäckningen af Carl XIV Johans statue equestre, med en mängd kända porträttfigurer. 1845 besökte han i studiesyfte även Paris.
Han blev ledamot av Kungliga akademien för de fria konsterna 1840 och utnämndes till kunglig hovmålare 1844. Han var 1858 under två månaders tid ståthållare på Stockholms slott och han figurerar samman med Mauritz Klingspor i Hector Berlioz memoarer.
Bennet är representerad med ett självporträtt vid Malmö museum, Kalmar konstmuseum, Nationalmuseum, Skoklosters slott, Lunds universitets konstmuseum, Stockholms slott, Länsmuseet Gävleborg , Norrköpings konstmuseum och vid Uppsala universitetsbibliotek som förfogar över 750 akvareller utförda av Bennet.

## Verk i urval

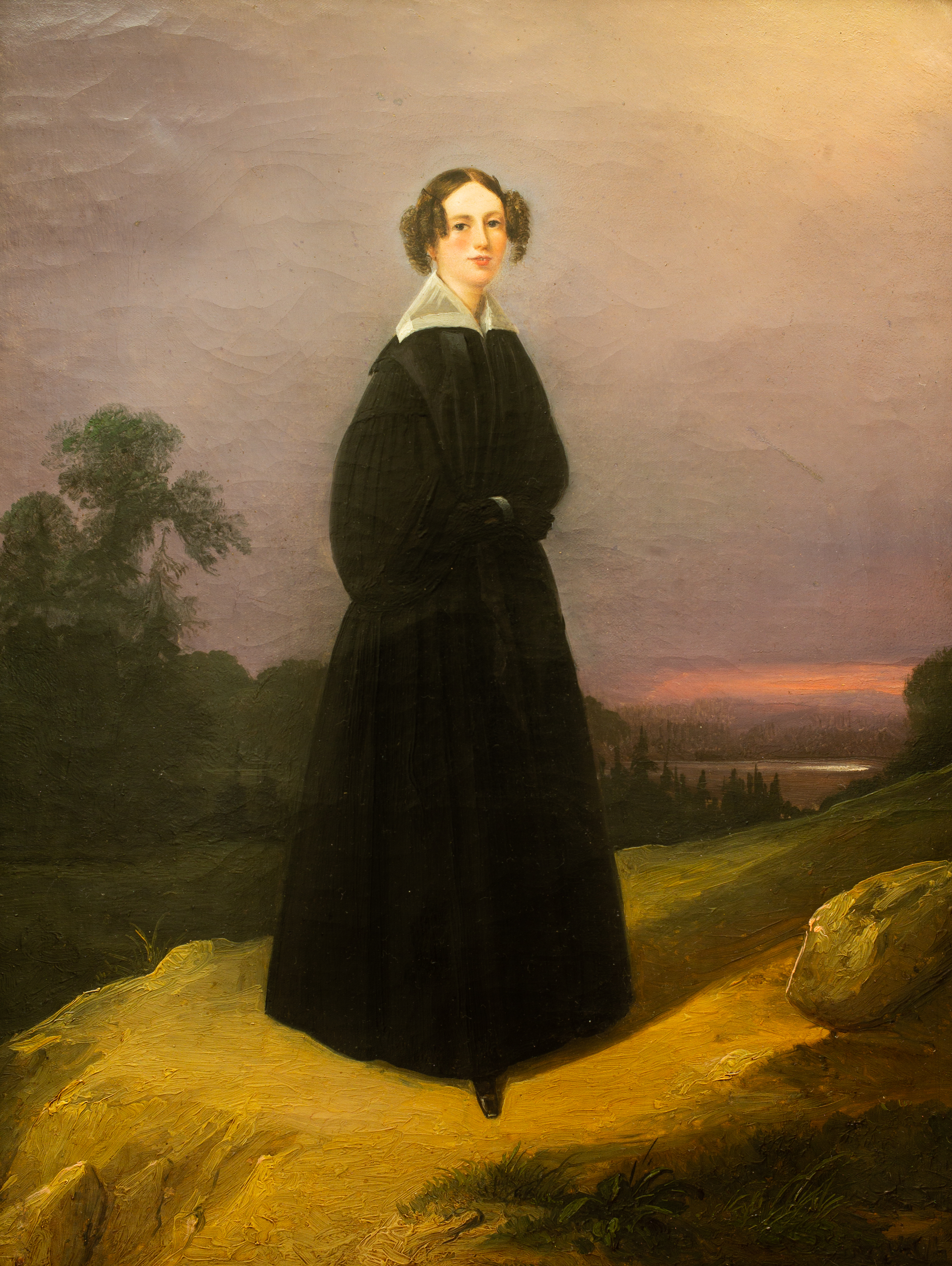
Porträtt föreställande Agneta Sophia Cederström i svart klänning
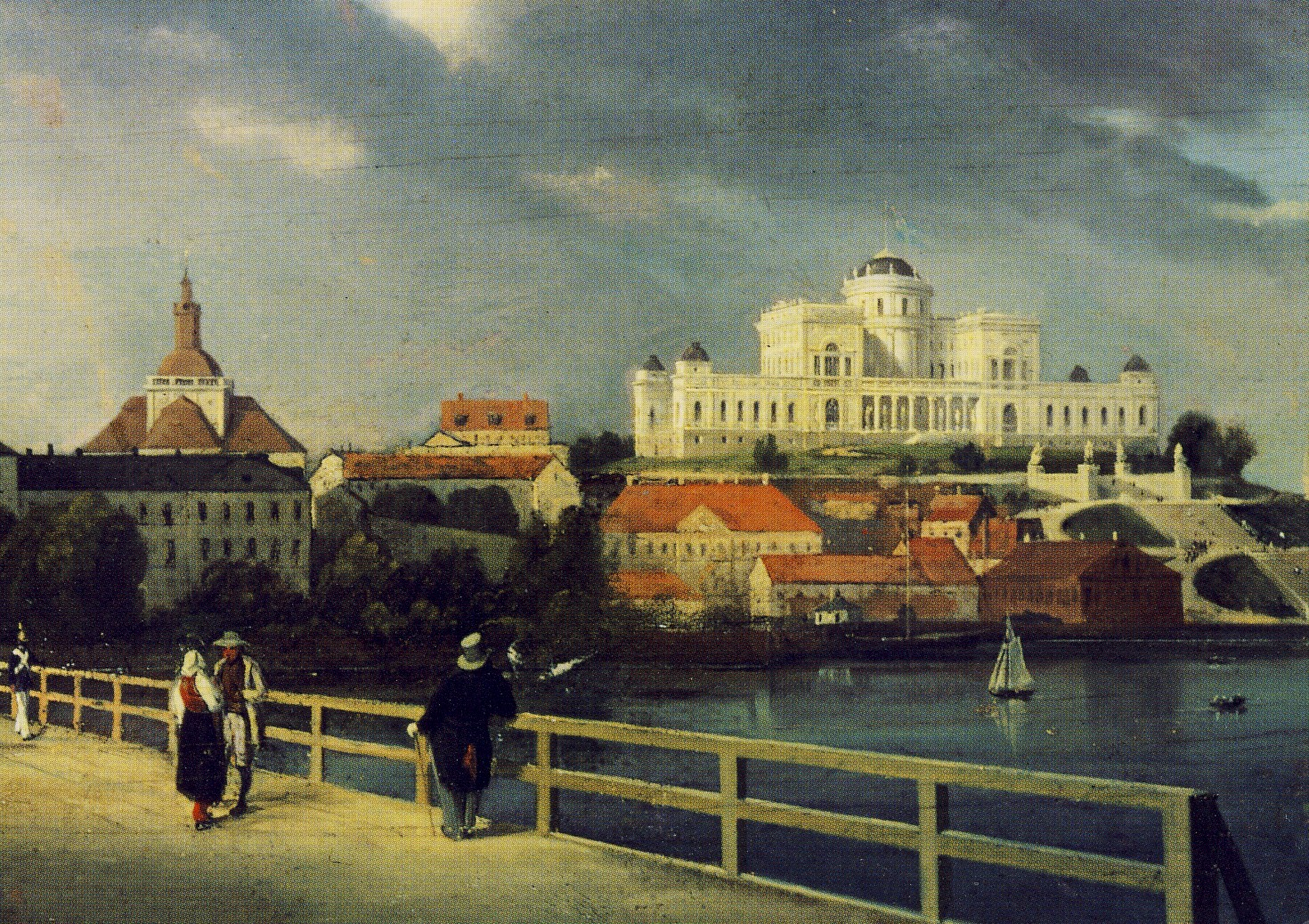
Förslag till Nationalmuseum på Kungsklippan
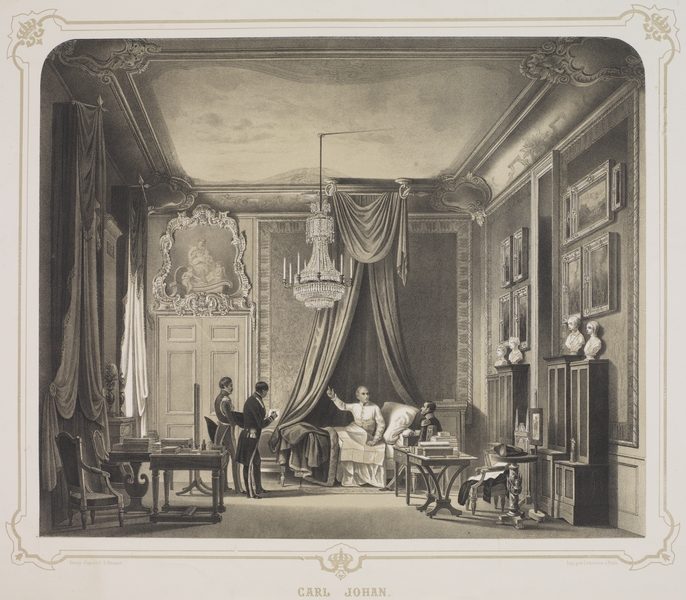
Karl XIV Johans sängkammarregemente
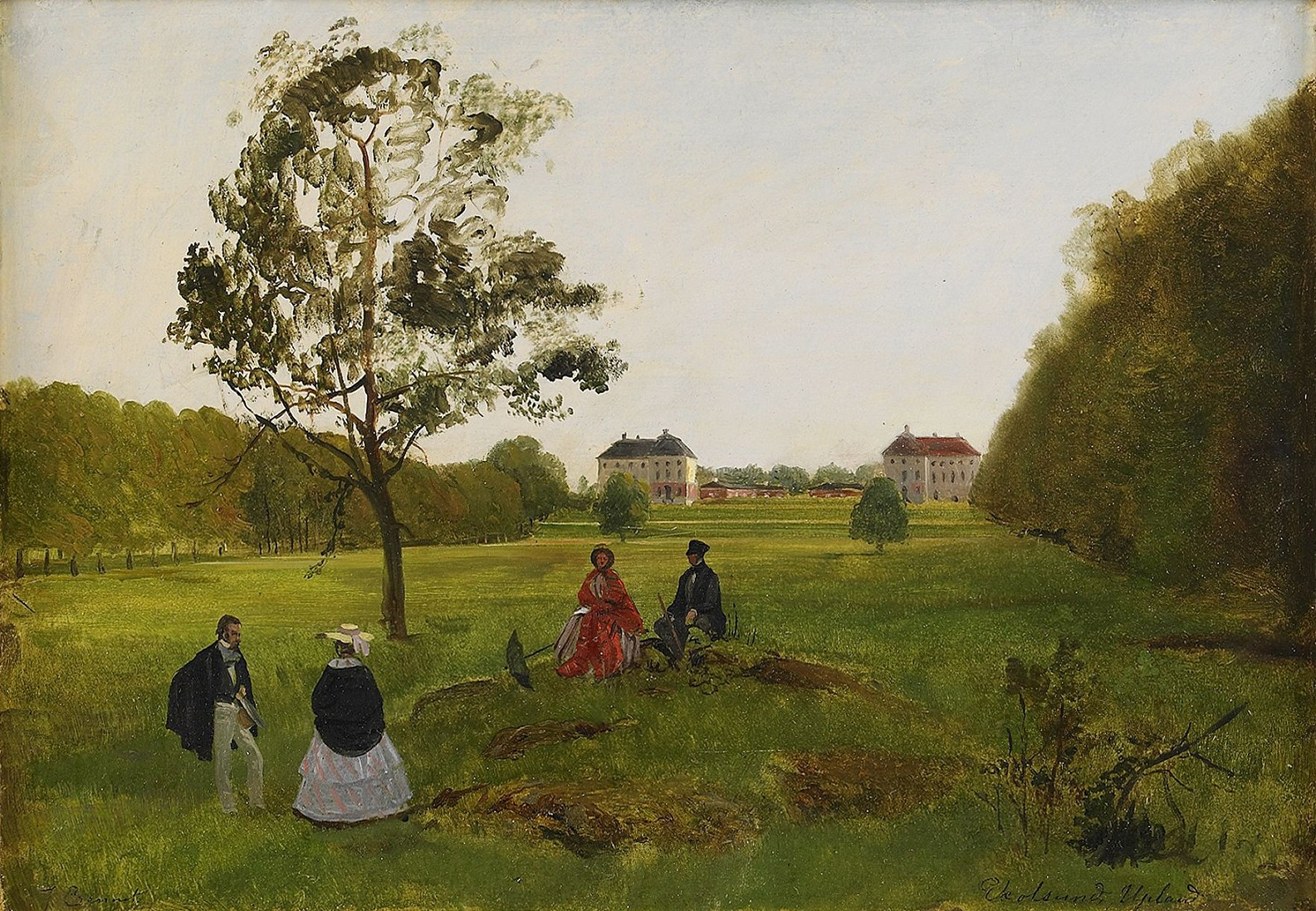
Herrskap vid Ekolsunds slott
Vy av Kungliga slottet i Stockholm på vintern
Interiör av konstnärens hem i Arvfurstens palats i Stockholm
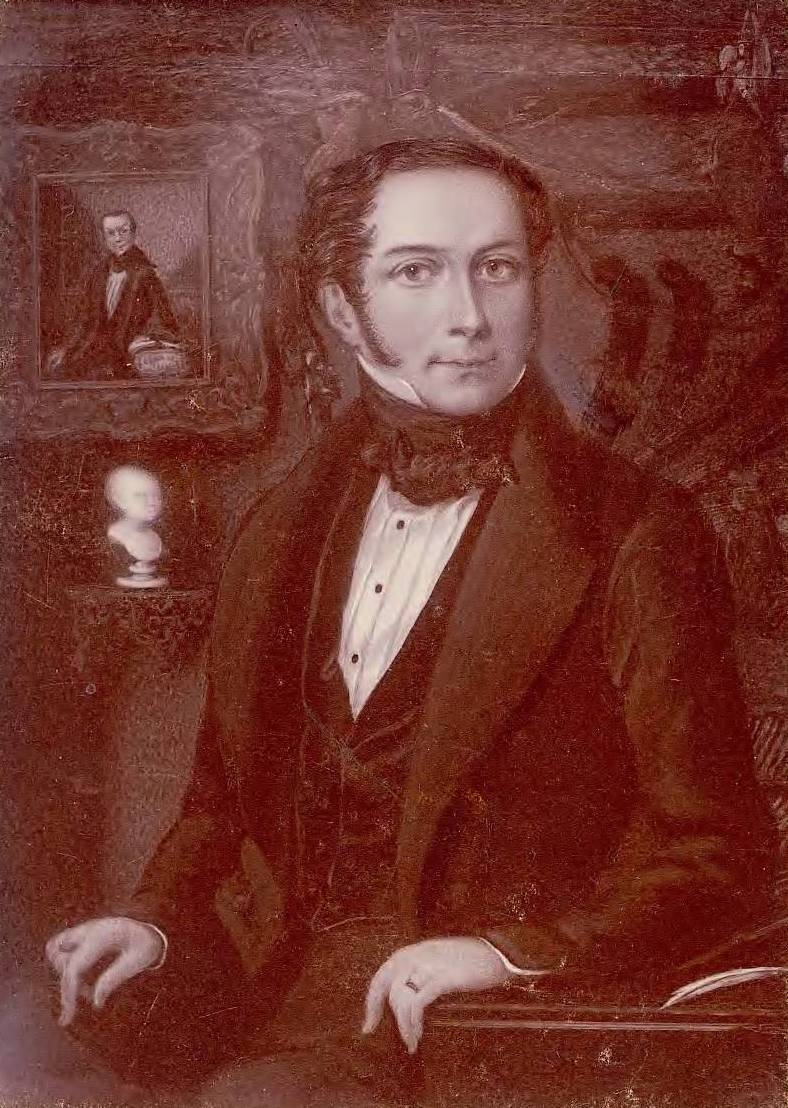
Greve Hans von Fersen.
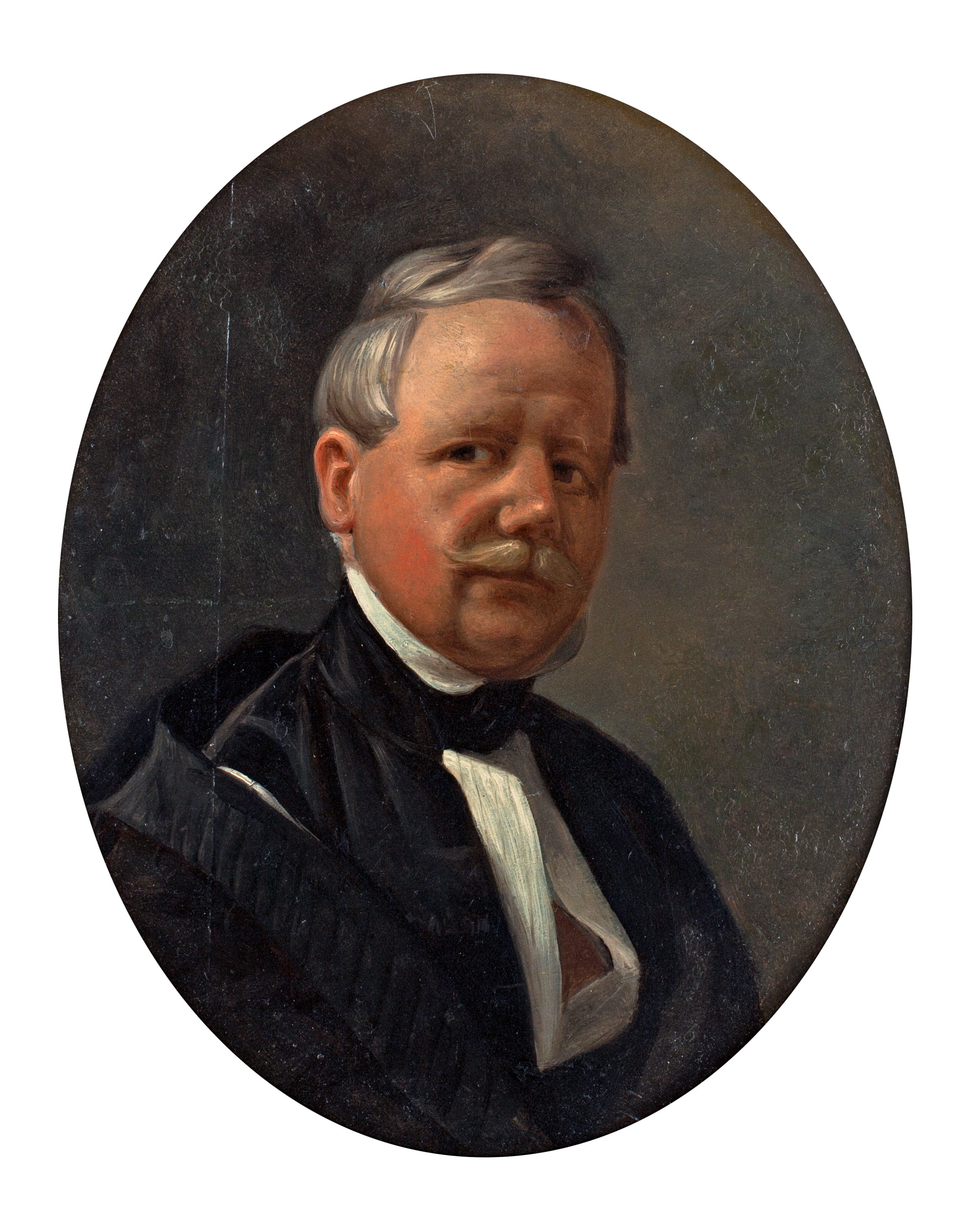
Självporträtt